# Montacuto
Montacuto és un municipi situat al territori de la província d'Alessandria, a la regió del Piemont (Itàlia).
Limita amb els municipis d'Albera Ligure, Cantalupo Ligure, Dernice, Fabbrica Curone, Gremiasco i San Sebastiano Curone.
Pertanyen al municipi les frazioni de Benegassi, Costa dei Ferrai, Giara, Giarolo, Gregassi, Magroforte Inferiore, Poggio, Poldini, Restegassi, Serbaro i Solarolo.